# Wanda Orzechowska
Wanda Orzechowska vel Szczepańska wł. Wanda Nisenson (ur. 19 lipca 1911 w Warszawie, zm. 11 maja 1989 w Skolimowie) – polska aktorka teatralna i filmowa.

## Życiorys
Aktorsko kształciła się najpierw w Berlinie, a po powrocie do Warszawy doskonaliła warsztat m.in. u Karola Bendy oraz Wiktora Biegańskiego. Debiutowała w 1933 roku na scenie Teatru Słowiańskiego w Warszawie. Następnie występowała w Teatrze Wielkim w Warszawie w repertuarze operetkowym (1934-1936), w stołecznym teatrze Wielka Rewia (1936-1937) oraz w Teatrze Nowym w Poznaniu (1936-1937). W Poznaniu, wraz z mężem Feliksem Szczepańskim, współpracowała z tamtejszą rozgłośnią Polskiego Radia, prowadząc sobotnią audycję "Porachunki tygodniowe".

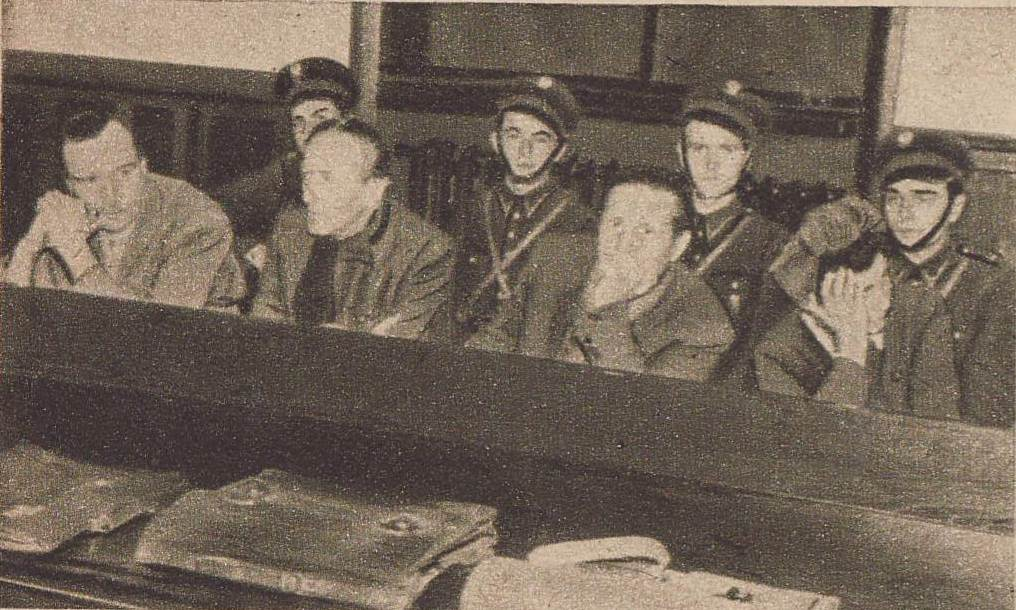
Wanda Orzechowska (Szczepańska, pierwsza od prawej) podczas procesu aktorów oskarżonych za udział w filmie Heimkehr (1948)

Lata II wojny światowej spędziła w Warszawie, pracując w kawiarni Mon Café przy Al. Jerozolimskich 16 oraz występowała w teatrach jawnych: Maska i Figaro. Wzięła również udział w nazistowskim filmie propagandowym "Heimkehr" z 1941 roku, gdzie wystąpiła w roli bileterki w kinie oraz pomagała w produkcji. Za tę działalność została w 1948 roku skazana przez Sąd Okręgowy w Warszawie na karę 12 lat więzienia.. 
Najprawdopodobniej dość szybko wyszła na wolność, ponieważ już w 1950 roku występowała w audycjach Teatru Polskiego Radia. Następnie grała m.in. w Krakowie, Lublinie i Warszawie. W latach 60. XX wieku była związana z zespołem Mieczysławy Ćwiklińskiej, wystawiającym spektakl Drzewa umierają stojąc. Następnie w latach 1970-1976 występowała w Operetce Warszawskiej, grając mniejsze role. Z początkiem 1977 roku przeszła na emeryturę.

## Filmografia
- Złota Maska (1939) - Karnicka, dyrektorka szkoły baletowej
- Heimkehr (1941) - bileterka w kinie

Źródło: Film Polski